# Glándula de Dufour

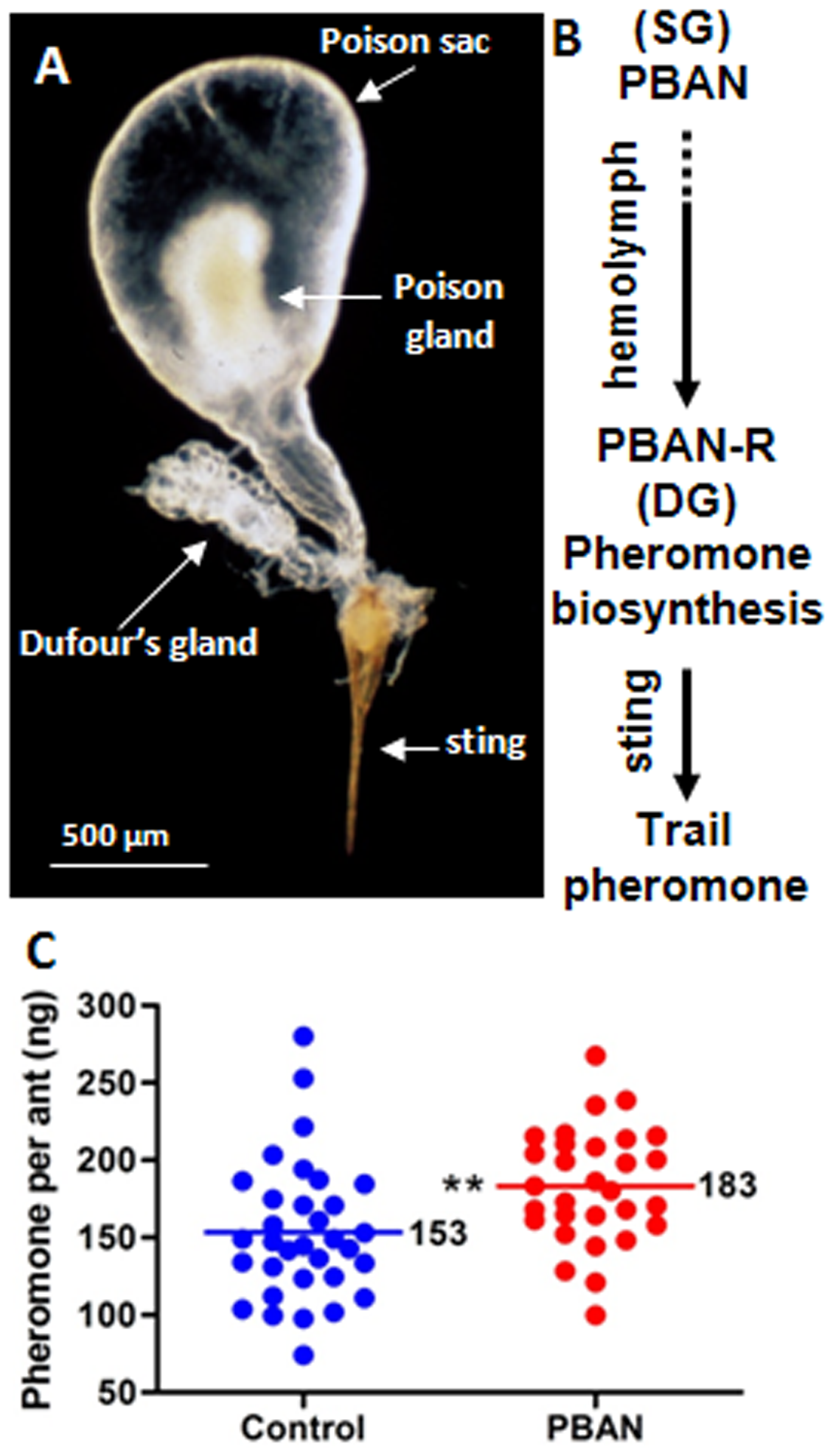
Microfotografía del aguijón, glándula de veneno y glándula de Dufour en la abeja.

La glándula de Dufour es una glándula abdominal exocrina de ciertos insectos, parte de la anatomía del ovipositor o del aguijón de miembros de Apocrita. La diversificación de Hymenoptera tuvo lugar en el Cretácico y la glándula posiblemente se desarrolló en ese tiempo (hace 200 millones de años) ya que está presente en los tres grupos de Apocrita, las avispas, abejas y hormigas.

## Estructura
La glándula de Dufour fue descrita originalmente por Léon Jean Marie Dufour en 1841. Se desarrolla como una invaginación de las valvas del esternón junto con la espermateca y la glándula de veneno. Desemboca en la base del ovipositor en las hormigas y en la pared dorsal de la vagina en las abejas y avispas. La glándula está recubierta de una sola capa de células epiteliales que vuelcan su secreción dentro de su interior hueco. Los músculos que rodean la apertura del ducto regulan el flujo.

## Función
La función de la glándula es segregar sustancias químicas, pero la naturaleza y función de las secreciones difiere en los distintos grupos de himenópteros. La secreción es usada para marcar a miembros de la colonia como forma de comunicación, para marcar huéspedes (en avispas parasitoides), durante redadas de esclavos (hormigas), para marcar territorios (hormigas), indicar fertilidad, atraer miembros del sexo opuesto, dar avisos de alarma (hormigas) o marcar una huella (hormigas). En la abeja carpintera Xylocopa pubescens se observa el uso de feromonas odoríferas producidas por esta glándula para marcar flores y nidos.  Otras funciones incluyen lubricar las válvulas del ovipositor durante la postura de huevos, el uso como componente del material de construcción del nido, como alimento para las larvas en desarrollo, mezclado con polen y néctar en la provisión depositada en la celdilla antes de poner el huevo. Por ejemplo, una glándula de Dufour bien desarrollada es una  de las características físicas principales de la avispa social Parischnogaster mellyi; su abundante secreción juega una función importante en el desarrollo de huevos y en oviposition. La glándula está bien desarrollada en varias abejas mineras solitarias que la usan para impermeabilizar el forro de las celdillas y para hacerlas resistentes a los hongos.